# Wimbledon 2004
De 118e editie van het Britse grandslamtoernooi, Wimbledon 2004, werd gehouden van maandag 21 juni tot en met zondag 4 juli 2004. Voor de vrouwen was het de 111e editie van het graskampioenschap. Het toernooi werd gespeeld bij de All England Lawn Tennis and Croquet Club in de wijk Wimbledon van de Britse hoofdstad Londen.
Op woensdag 23 juni werd een hele dag niet gespeeld vanwege de aanhoudende regenval. De laatste keer dat dit gebeurde was in 1999. Ook op zaterdag 26 juni werd de hele dag niet gespeeld vanwege de regen. Voor de derde keer in de Wimbledongeschiedenis (na Wimbledon 1991 en Wimbledon 1997) werd hierdoor op Middle Sunday gespeeld. Traditioneel werd op er de middelste zondag niet gespeeld.
Het toernooi van 2004 trok 451.208 toeschouwers.

## Belangrijkste uitslagen
Mannenenkelspel

Finale: Roger Federer (Zwitserland) won van Andy Roddick (Verenigde Staten) met 4-6, 7-5, 7-63, 6-4
- Goran Ivanišević beëindigde zijn profloopbaan als tennisser – hij verloor in de derde ronde van Lleyton Hewitt.

Vrouwenenkelspel

Finale: Maria Sjarapova (Rusland) won van Serena Williams (Verenigde Staten) met 6-1, 6-4
Mannendubbelspel

Finale: Jonas Björkman (Zweden) en Todd Woodbridge (Australië) wonnen van Julian Knowle (Oostenrijk) en Nenad Zimonjić (Servië en Montenegro) met 6-1, 6-4, 4-6, 6-4
- Om tegemoet te komen aan de door regenval ontstane vertraging in het speelschema, werden de partijen (tot en met de kwartfinales) ingekort van best of five naar best of three.

Vrouwendubbelspel

Finale: Cara Black (Zimbabwe) en Rennae Stubbs (Australië) wonnen van Liezel Huber (Zuid-Afrika) en Ai Sugiyama (Japan) met 6-3, 7-6
Gemengd dubbelspel

Finale: Cara Black (Zimbabwe) en Wayne Black (Zimbabwe) wonnen van Alicia Molik (Australië) en Todd Woodbridge (Australië) met 3-6, 7-68, 6-4
Meisjesenkelspel

Finale: Kateryna Bondarenko (Oekraïne) won van Ana Ivanović (Servië en Montenegro) met 6-4, 62-7, 6-2
Meisjesdubbelspel

Finale: Viktoryja Azarenka (Wit-Rusland) en Volha Havartsova (Wit-Rusland) wonnen van Marina Erakovic (Nieuw-Zeeland) en Monica Niculescu (Roemenië) met 6-4, 3-6, 6-4
Jongensenkelspel

Finale: Gaël Monfils (Frankrijk) won van Miles Kasiri (Groot-Brittannië) met 7-5, 7-66
Jongensdubbelspel

Finale: Brendan Evans (Verenigde Staten) en Scott Oudsema (Verenigde Staten) wonnen van Robin Haase (Nederland) en Viktor Troicki (Servië en Montenegro) met 6-4, 6-4

## Toeschouwersaantallen en bezoekerscapaciteit
|           |        | Eerste week |         | Tweede week |
| --------- | ------ | ----------- | ------- | ----------- |
| Maandag   |        | 35.335      |         | 39.229      |
| Dinsdag   | 34.312 | 34.041      |         |             |
| Woensdag  | 29.156 | 33.703      |         |             |
| Donderdag | 36.130 | 29.404      |         |             |
| Vrijdag   | 39.659 | 28.254      |         |             |
| Zaterdag  | 32.746 | 27.956      |         |             |
| Zondag    | 22.155 | 29.128      |         |             |
| Totaal    |        | 451.208     | 451.208 | 451.208     |

|  | = slecht weer (meer dan twee uur niet gespeeld) |
|  | = gehele dag niet gespeeld, vanwege de regen    |

| Baan                           | Zitplaatsen                    | Staanplaatsen                  |                                | Baan                           | Zitplaatsen |
| ------------------------------ | ------------------------------ | ------------------------------ | ------------------------------ | ------------------------------ | ----------- |
| Centre Court                   | 13.808                         | –                              |                                | Court No. 10                   | –           |
| Court No. 1                    | 11.429                         | –                              | Court No. 11                   | 394                            |             |
| Court No. 2                    | 2.220                          | 770                            | Court No. 13                   | 1.541                          |             |
| Court No. 3                    | 800                            | –                              | Court No. 14                   | 312                            |             |
| Court No. 4                    | –                              | –                              | Court No. 15                   | 318                            |             |
| Court No. 5                    | 108                            | –                              | Court No. 16                   | 312                            |             |
| Court No. 6                    | 250                            | –                              | Court No. 17                   | 309                            |             |
| Court No. 7                    | 250                            | –                              | Court No. 18                   | 782                            |             |
| Court No. 8                    | –                              | –                              | Court No. 19                   | 302                            |             |
| Court No. 9                    | –                              | –                              |                                |                                |             |
| Totaal zitplaatsen             | Totaal zitplaatsen             | Totaal zitplaatsen             | Totaal zitplaatsen             | Totaal zitplaatsen             | 33.135      |
| Totaal staanplaatsen           | Totaal staanplaatsen           | Totaal staanplaatsen           | Totaal staanplaatsen           | Totaal staanplaatsen           | 770         |
|                                |                                |                                |                                |                                |             |
| Bezoekerscapaciteit tennispark | Bezoekerscapaciteit tennispark | Bezoekerscapaciteit tennispark | Bezoekerscapaciteit tennispark | Bezoekerscapaciteit tennispark | 35.500      |

## Uitzendrechten
In Nederland was Wimbledon te zien bij de lineaire televisiezender RTL 5. RTL 5 deed dagelijks van 13.00 uur tot de laatste wedstrijd rechtstreeks verslag vanuit een studio naast de tennisvelden in Londen. Dagelijks aan het eind van de dag rond 21.30 uur werd de dag samengevat in 'Wimbledon Today'. De presentatie was in handen van Wilfred Genee en Mari Carmen Oudendijk. Het commentaar werd onder andere verzorgd door Jan Siemerink en Jacco Eltingh.
Verder kon het toernooi ook gevolgd worden bij de Britse publieke omroep BBC, waar uitgebreid live-verslag werd gedaan op de zenders BBC One en BBC Two.